# Castelo de Paiva
Castelo de Paiva (kɐʃ'tɛlu dɨ 'paivɐ) è un comune portoghese di 17 338 abitanti situato nel distretto di Aveiro.

## Società

### Evoluzione demografica
| Popolazione di Castelo de Paiva (1801 – 2004) | Popolazione di Castelo de Paiva (1801 – 2004) | Popolazione di Castelo de Paiva (1801 – 2004) | Popolazione di Castelo de Paiva (1801 – 2004) | Popolazione di Castelo de Paiva (1801 – 2004) | Popolazione di Castelo de Paiva (1801 – 2004) | Popolazione di Castelo de Paiva (1801 – 2004) | Popolazione di Castelo de Paiva (1801 – 2004) | Popolazione di Castelo de Paiva (1801 – 2004) |
| --------------------------------------------- | --------------------------------------------- | --------------------------------------------- | --------------------------------------------- | --------------------------------------------- | --------------------------------------------- | --------------------------------------------- | --------------------------------------------- | --------------------------------------------- |
| 1801                                          | 1849                                          | 1900                                          | 1930                                          | 1960                                          | 1981                                          | 1991                                          | 2001                                          | 2004                                          |
| 6691                                          | 7586                                          | 9728                                          | 11450                                         | 17756                                         | 17026                                         | 16515                                         | 17338                                         | 17089                                         |

## Freguesias
- Fornos
- Raiva, Pedorido e Paraíso
- Real
- Santa Maria de Sardoura
- São Martinho de Sardoura
- Sobrado e Bairros